# Sweta Gora (Weliko Tarnowo)
Die Festung Sweta Gora (bulgarisch Света гора) in Weliko Tarnowo ist ein mittelalterlicher spiritueller Hügel, heute ein Park und eine historische Stätte.  Der Hügel war Teil der mittelalterlichen bulgarischen Hauptstadt – Turnovo, zusammen mit Trapezitsa, Dewingrad und Zarewez. Die Schule von Tarnowo wurde auf dem Hügel vom Euthymios von Tarnowo im Kloster "St. Unsere Liebe Frau von Odigitria" begründet. Während der osmanischen Herrschaft war der Hügel für Bulgaren unzugänglich. Während der Volksrepublik Bulgarien wurde dort ein Park gebaut und ein Riesenrad in seinem höchsten Teil aufgestellt. Die Universität Weliko Tarnowo erhebt sich auf dem Hügel.

## Bilder

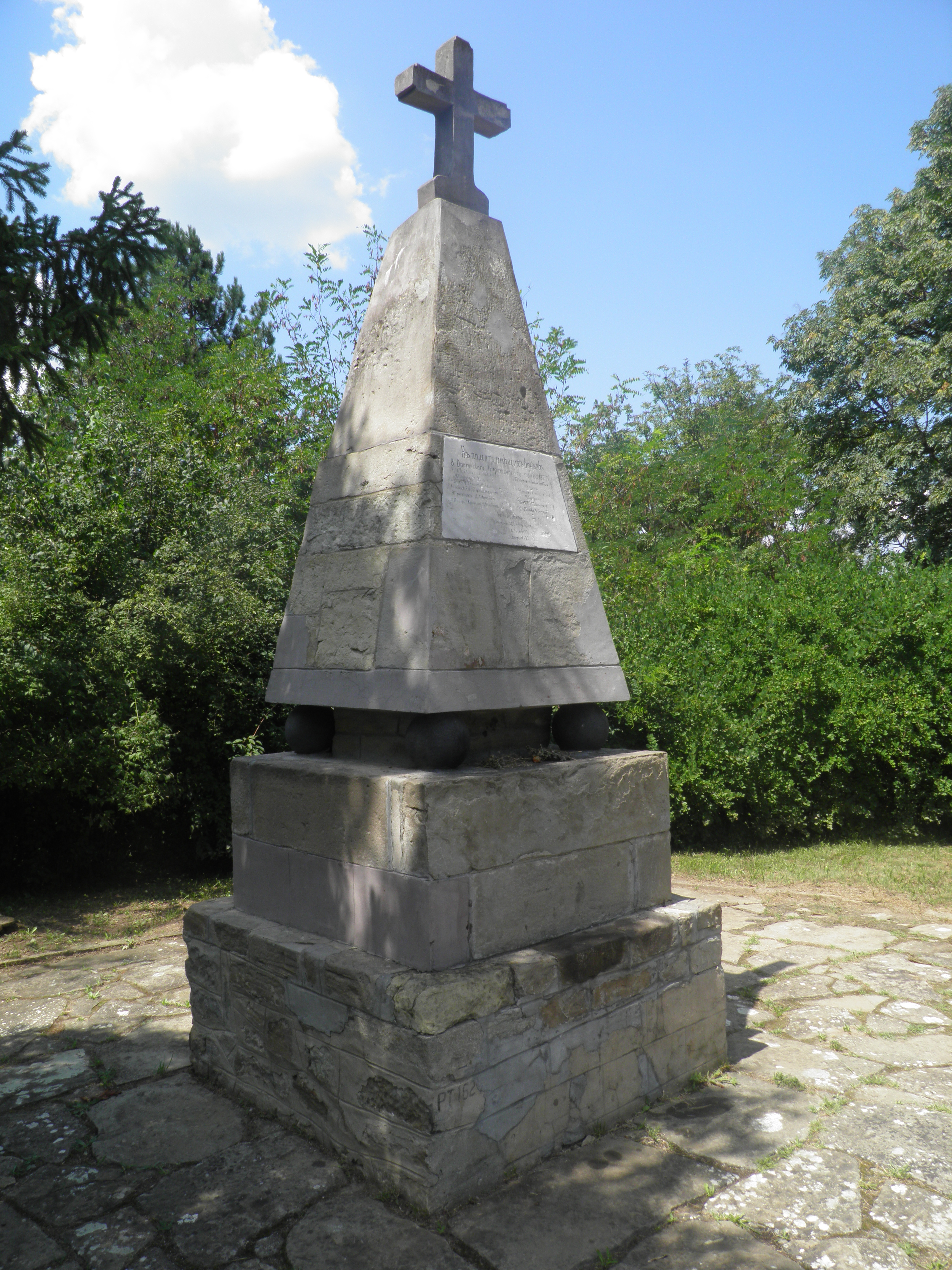
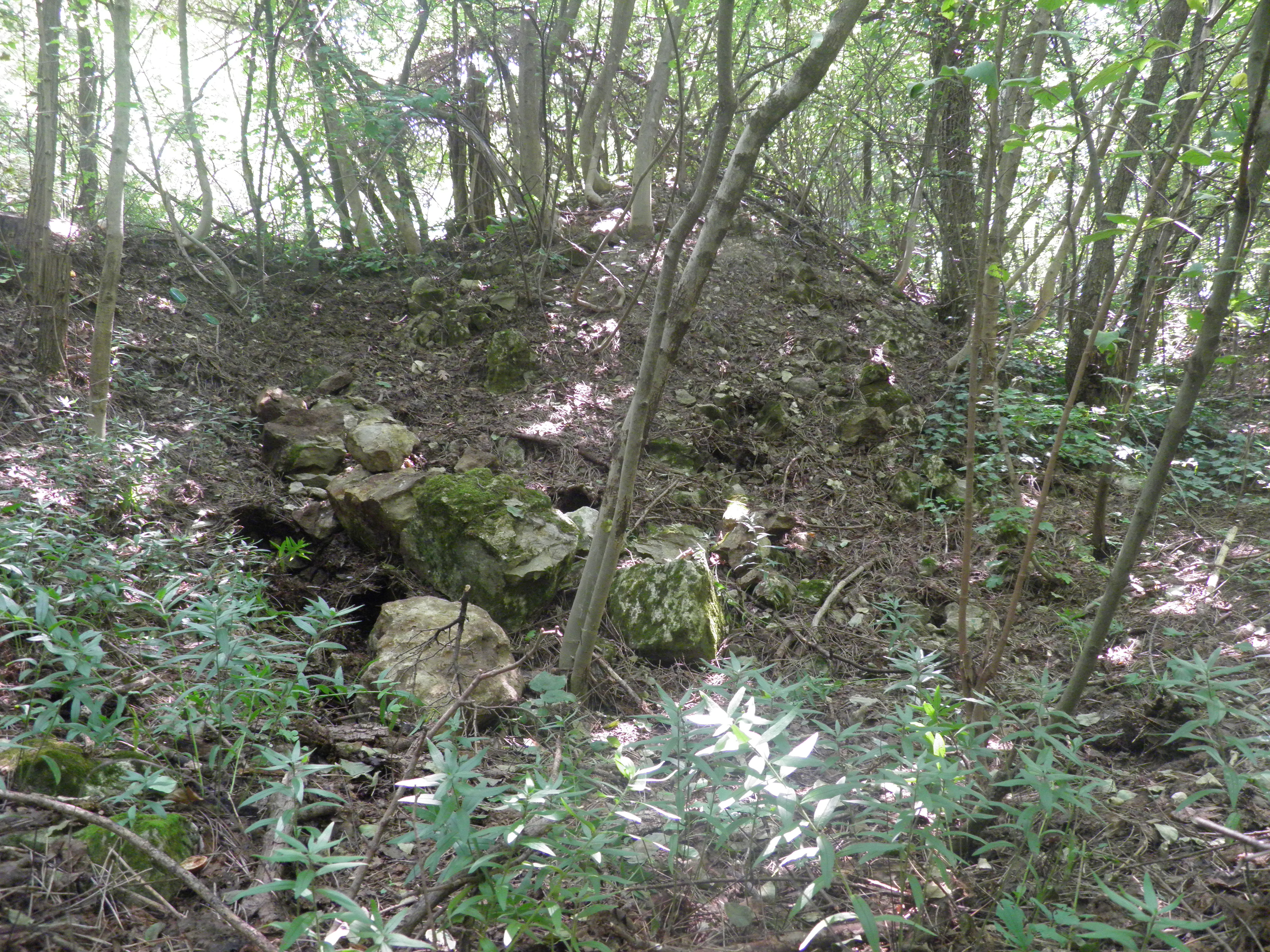
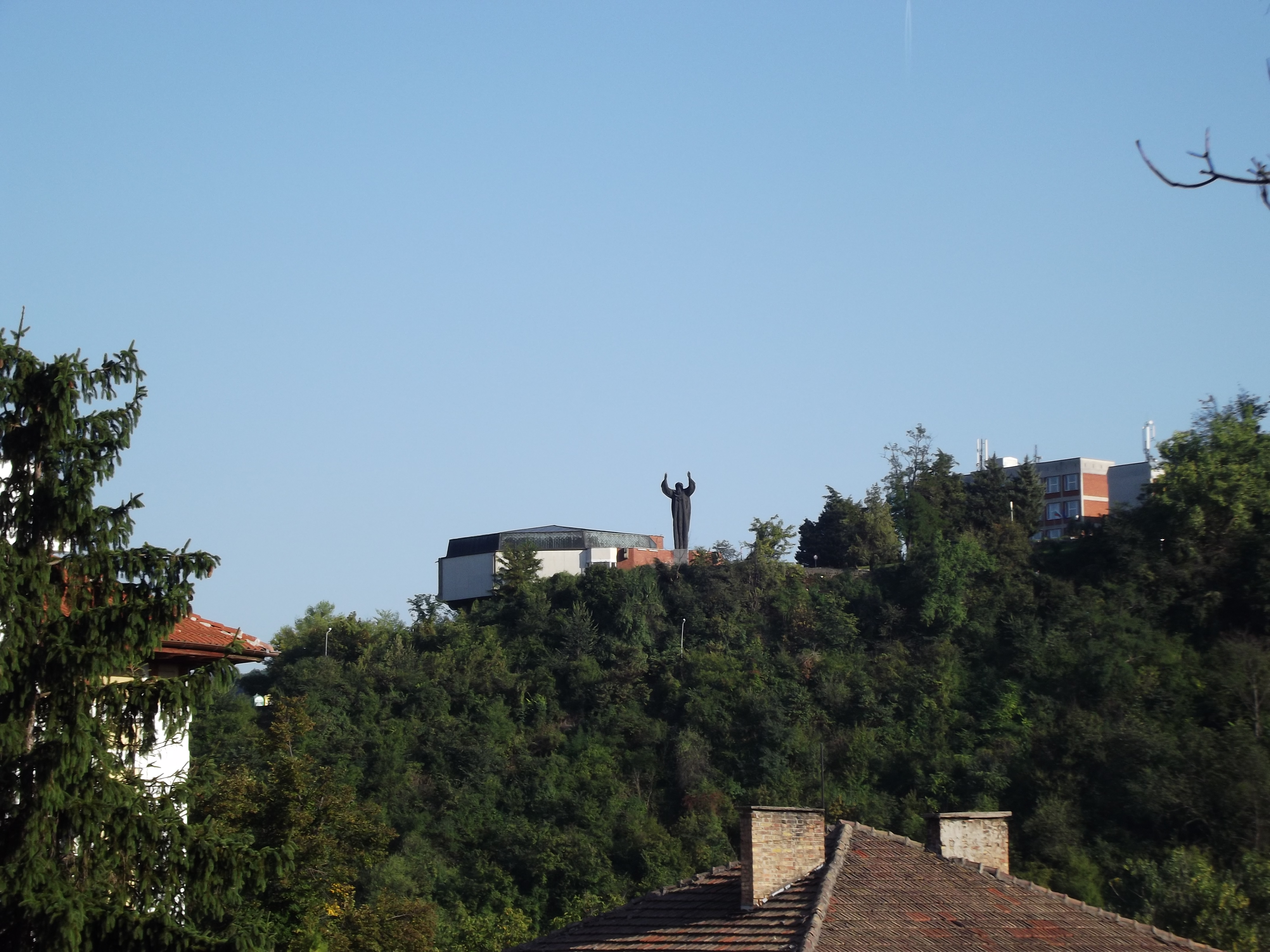